# Carolin Simon
Carolin Simon, född den 24 november 1992 i Kassel, är en tysk fotbollsspelare (försvarare) som spelar för Bayern München och det tyska landslaget. Hon har tidigare representerat bland annat SC Freiburg och Bayer Leverkusen.
Simon var en del av den landslagstrupp som deltog i världsmästerskapet i Frankrike år 2019. Med klubblaget har hon vunnit såväl den franska ligan säsongen 2018/2019 som Women's Champions League 2018/2019.